# Bas Diederen
Bas Diederen (* 19. Mai 1980 in Sittard) ist ein ehemaliger niederländischer Triathlet, elffacher Staatsmeister (zwischen 2005 und 2013) sowie Ironman-Sieger (2015).

## Werdegang
Bas Diederen hatte in jungen Jahren zunächst mit leistungsorientiertem Schwimmen begonnen und wechselte dann 1999 zum Triathlon.
2003 wurde er Dritter bei der Staatsmeisterschaft auf der Triathlon-Kurzdistanz. Im selben Jahr nahm er auch erstmals bei der Europameisterschaft über die olympische Distanz (1,5 km Schwimmen, 40 km Radfahren und 10 km Laufen) teil und belegte den 37. Rang.

### Nationaler Meister Triathlon Kurzdistanz 2005
Von 2005 an wurde er siebenmal als Niederländischer Meister über die Kurzdistanz geehrt und 2011 wurde er zum vierten Mal in Folge Staatsmeister auf der Triathlon-Mitteldistanz.

### Sieger Amateure Ironman World Championship 2011
Im Oktober 2011 war Bas Diederen schnellster Amateur bei der Ironman World Championship auf Hawaii (3,86 km Schwimmen, 180,2 km Radfahren und 42,195 km Laufen) und wurde damit „Amateur-Weltmeister“.

Seit Ende 2011 startete er als Profi-Athlet für den Verein Team4Talent. Im Jahr darauf gelang ihm beim Challenge Barcelona-Maresme sein erster Sieg bei einem Triathlon über die Ironman-Distanz.
Im Juli 2013 wurde er Dritter bei der Ironman European Championship in Frankfurt am Main und im August zum siebten Mal Staatsmeister auf der Triathlon-Kurzdistanz.
An gleicher Stelle wurde er im Juli 2015 mit neuer persönlicher Ironman-Bestzeit Vierter. Vier Wochen später konnte er bei der Erstaustragung des Ironman Maastricht-Limburg seinen zweiten Sieg auf der Ironman-Distanz feiern. Seit 2019 tritt Bas Diederen nicht mehr international in Erscheinung.
Bas Diederen lebt in Susteren.

## Sportliche Erfolge
| Datum/Jahr    | Rang | Wettbewerb                                           | Austragungsort | Zeit     | Bemerkung |
| ------------- | ---- | ---------------------------------------------------- | -------------- | -------- | --- |
| 16. Juni 2019 | 2    | Ironman 70.3 Luxembourg                              | Remich         | 03:51:53 | |
| 18. Juni 2017 | 2    | Ironman 70.3 Luxemburg                               | Remich         | 03:51:13 | |
| 18. Juni 2016 | 2    | Ironman 70.3 Luxemburg                               | Remich         | 03:50:07 | Das Rennen musste witterungsbedingt als Duathlon ausgetragen werden (5 km Laufen, 90,1 km Radfahren und 21,1 km Laufen) |
| 20. Juni 2015 | 2    | Ironman 70.3 Luxemburg                               | Remich         | 03:51:03 | [ 2 ] |
| 31. Aug. 2013 | 1    | NED Triathlon National Championships Short Distance  | Veenendaal     | 01:46:12 | Sieger auf der olympischen Distanz – im Rahmen des Twinfield Triathlon                                                  |
| 19. Aug. 2012 | 1    | NED Triathlon National Championships Short Distance  | Veenendaal     | 01:51:16 | |
| 2011          | 1    | NED Triathlon National Championships Short Distance  | Niederlande    |          | |
| 2011          | 1    | NED Triathlon National Championships Middle Distance | Didam          | 03:30:56 | |
| 9. Mai 2010   | 3    | Siegerland-Cup                                       | Buschhütten    |          | |
| 2010          | 1    | NED Triathlon National Championships Middle Distance | Nieuwkoop      | 03:48:42 | |
| 2010          | 3    | NED Triathlon National Championships Short Distance  | Holten         | 02:02:24 | |
| 2009          | 1    | NED Triathlon National Championships Short Distance  | Stein          | 01:52:26 | |
| 2009          | 1    | NED Triathlon National Championships Middle Distance | Nieuwkoop      | 03:49:26 | |
| 4. Mai 2008   | 3    | Siegerland-Cup                                       | Buschhütten    |          | 1 km Schwimmen, 41,7 km Radfahren und 10 km Laufen                                                                      |
| 2008          | 1    | NED Triathlon National Championships Middle Distance | Nieuwkoop      | 03:48:02 | |
| 3. März 2007  | 3    | ITU Triathlon African Cup                            | Langebaan      | 01:55:49 | |
| 2007          | 1    | NED Triathlon National Championships Short Distance  | Stein          | 01:52:30 | |
| 2006          | 1    | NED Triathlon National Championships Short Distance  | Stein          | 01:51:46 | |
| 2005          | 1    | NED Triathlon National Championships Short Distance  | Stein          | 02:00:19 | |
| 21. Juni 2003 | 37   | ETU Triathlon European Championships                 | Karlsbad       | 02:04:27 | Europameisterschaft über die olympische Distanz (1,5 km Schwimmen, 40 km Radfahren und 10 km Laufen)                    |
| 2003          | 3    | NED Triathlon National Championships Short Distance  | Stein          | 01:53:36 | |

| Datum/Jahr    | Rang | Wettbewerb                        | Austragungsort    | Zeit     | Bemerkung                                                                     |
| ------------- | ---- | --------------------------------- | ----------------- | -------- | ----------------------------------------------------------------------------- |
| 9. Juli 2017  | 17   | Ironman Germany                   | Frankfurt am Main | 08:34:53 | Ironman European Championships                                                |
| 2. Okt. 2016  | DNF  | Ironman Barcelona                 | Calella           | –        | Rennabbruch auf der Radstrecke                                                |
| 10. Apr. 2016 | 24   | Ironman South Africa              | Port Elizabeth    | 09:30:33 |                                                                               |
| 2. Aug. 2015  | 1    | Ironman Maastricht-Limburg        | Maastricht        | 08:27:18 | Sieger bei der Erstaustragung                                                 |
| 5. Juli 2015  | 4    | Ironman Germany                   | Frankfurt am Main | 08:05:36 | persönliche Ironman-Bestzeit bei der European Championship                    |
| 29. März 2015 | 6    | Ironman South Africa              | Port Elizabeth    | 08:38:14 |                                                                               |
| 5. Okt. 2014  | 5    | Ironman Barcelona                 | Calella           | 08:11:26 | bei der Erstaustragung                                                        |
| 15. März 2014 | 2    | Abu Dhabi International Triathlon | Abu Dhabi         |          | hinter Tyler Butterfield                                                      |
| 12. Okt. 2013 | DNF  | Ironman Hawaii                    | Hawaii            | –        |                                                                               |
| 7. Juli 2013  | 3    | Ironman Germany                   | Frankfurt am Main | 08:12:07 | Ironman European Championship                                                 |
| 14. Apr. 2013 | 3    | Ironman South Africa              | Port Elizabeth    | 08:20:09 |                                                                               |
| 25. Nov. 2012 | 2    | Ironman Mexico                    | Cozumel           | 08:22:55 | [ 3 ]                                                                         |
| 30. Sep. 2012 | 1    | Challenge Barcelona-Maresme       | Barcelona         | 08:20:07 |                                                                               |
| 8. Okt. 2011  | 26   | Ironman Hawaii                    | Hawaii            | 08:48:44 | Als schnellster Agegrouper wurde Diederen Triathlon-Weltmeister der Amateure. |

| Datum/Jahr    | Rang | Wettbewerb         | Austragungsort | Zeit     | Bemerkung    |
| ------------- | ---- | ------------------ | -------------- | -------- | ------------ |
| 27. März 2011 |      |                    | Venlo          | 01:08:40 | Halbmarathon |
| 17. Okt. 2010 |      | Amsterdam-Marathon | Amsterdam      | 02:34:34 |              |

(DNF – Did Not Finish)